# Tophoderini
Tophoderini es una tribu de coleópteros polífagos pertenecientes a la familia Anthribidae. Contiene los siguientes géneros:

## Géneros
- Astianus Jordan, 1928
- Atophoderes Jordan, 1914
- Hadromerina Jordan, 1914
- Panastius Jordan, 1928
- Sternocyphus Wolfrum, 1961
- Syntophoderes Kolbe, 1895
- Tapinidius Jordan, 1928
- Tophoderellus Wolfrum, 1959
- Tophoderes Dejean, 1834
- Trachycyphus Fairmaire, 1901
- Uterosomus Dejean, 1834